# Markaz Kafr Sa‘d
Markaz Kafr Sa‘d (arabiska: مركز كفر سعد) är en region i Egypten.   Den ligger i guvernementet Damietta, i den norra delen av landet, 150 km norr om huvudstaden Kairo.